# Бакчар (село)
Бакча́р (рос. Бакчар) — село, центр Бакчарського району Томської області, Росія. Адміністративний центр Бакчарського сільського поселення.

## Населення
Населення — 6128 осіб (2010; 7174 у 2002).
Національний склад (станом на 2002 рік):
- росіяни — 95 %